# Paul Brousse
Paul Louis Marie Brousse (ur. 23 stycznia 1844 w Montpellier, zm. 1 kwietnia 1912 w Paryżu) – francuski lekarz, działacz ruchu anarchistycznego i socjalistycznego, czołowy działacz Federacji Jurajskiej, przewodniczący rady miasta Paryża.

## Życiorys
Urodził się w zamożnej rodzinie z klasy średniej. Po ukończeniu studiów medycznych włączył się w działalność społeczną, wstępując do montpellierskiej sekcji I Międzynarodówki. Kiedy została zdelegalizowana po upadku komuny paryskiej, został (w 1872 roku) skazany na 4 miesiące więzienia. Zbiegł do Hiszpanii, gdzie razem z innymi emigrantami francuskimi założył w Barcelonie francuskojęzyczną sekcję Międzynarodówki i został redaktorem jej gazety „La Solidarité Révolutionnaire”.
Był jednym z pierwszych propagatorów strajku generalnego. Brał udział w strajku, który miał miejsce w czasie powstania kantonalistów, po upadku którego musiał uchodzić z Hiszpanii i przeniósł się do Szwajcarii. Tam też działał w tajnej organizacji Bakunina Aliansie Demokracji Socjalistycznej, z czasem wchodząc do jego kierownictwa. Przez 6 lat działał w Federacji Jurajskiej. Stworzył w Bernie jej lokalną sekcję, działał na rzecz rozpropagowania jej idei wśród emigrantów z Niemiec, pomagał w założeniu w Zurychu Niemieckojęzycznej Anarchistycznej Partii Komunistycznej – pierwszej niemieckiej organizacji anarchistycznej. Od 1876 roku razem m.in. z Piotrem Kropotkinem redagował niemieckojęzyczne czasopismo „Die Arbeiter-Zeitung”.
Ekstremistyczny zwolennik insurekcjonizmu. Był autorem doktryny „propagandy czynem”, opowiadającej się za rozpoczynaniem przez grupy anarchistów lokalnych powstań, które w założeniu miały przerodzić się w rewolucję społeczną. W czerwcu 1877 roku wraz z Jean-Louisem Pindym założył czasopismo „L’Avant Garde”, którego objął redakcję. 10 grudnia 1878 roku pismo, oskarżane o gloryfikowanie zamachów na Wilhelma I, zostało zamknięte, a Brousse znalazł się w więzieniu, mimo iż potępiał „tyranobójstwo” i sprzeciwiał się publikacji inkryminowanych artykułów.
10 kwietnia 1879 roku został skazany na dwa miesiące więzienia i wydalenie ze Szwajcarii. Przez rok mieszkał w Londynie, następnie wrócił do Francji.
Z czasem przeszedł ewolucję światopoglądową, by ok. 1880 roku stać się zwolennikiem reformistycznego socjalizmu, zachowując jednak federalistyczne poglądy i przeciwstawiając się marksizmowi. Był twórcą, w 1881 roku, socjalistycznej grupy posybilistów.
W 1910 roku wycofał się z działalności politycznej. Przez resztę życia pracował jako dyrektor szpitala psychiatrycznego.

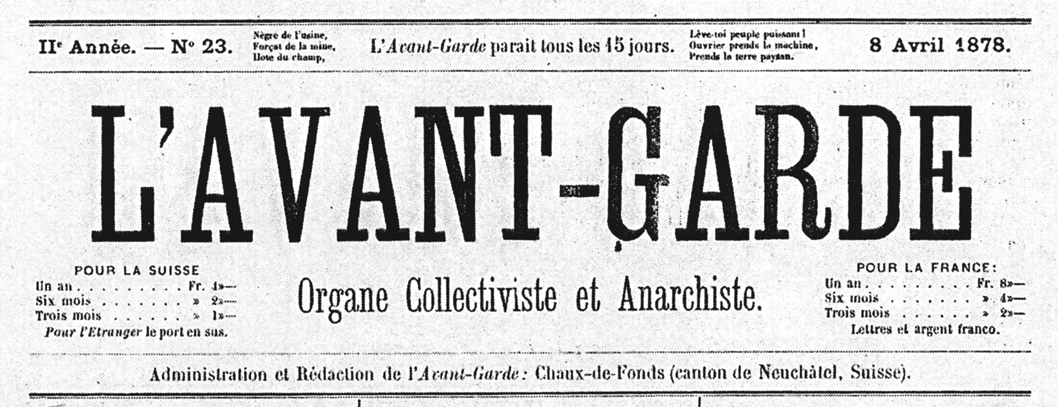
Winieta „L’Avant Garde”